# Scorching Sands
Scorching Sands é um filme mudo em curta-metragem norte-americano de 1923, do gênero comédia, dirigido por Hal Roach e Robin Williamson; e estrelado por Stan Laurel.

## Elenco
- Stan Laurel - Stan
- James Finlayson - James
- Katherine Grant - Turista
- George Rowe - Árabe
- Sammy Brooks
- Billy Engle

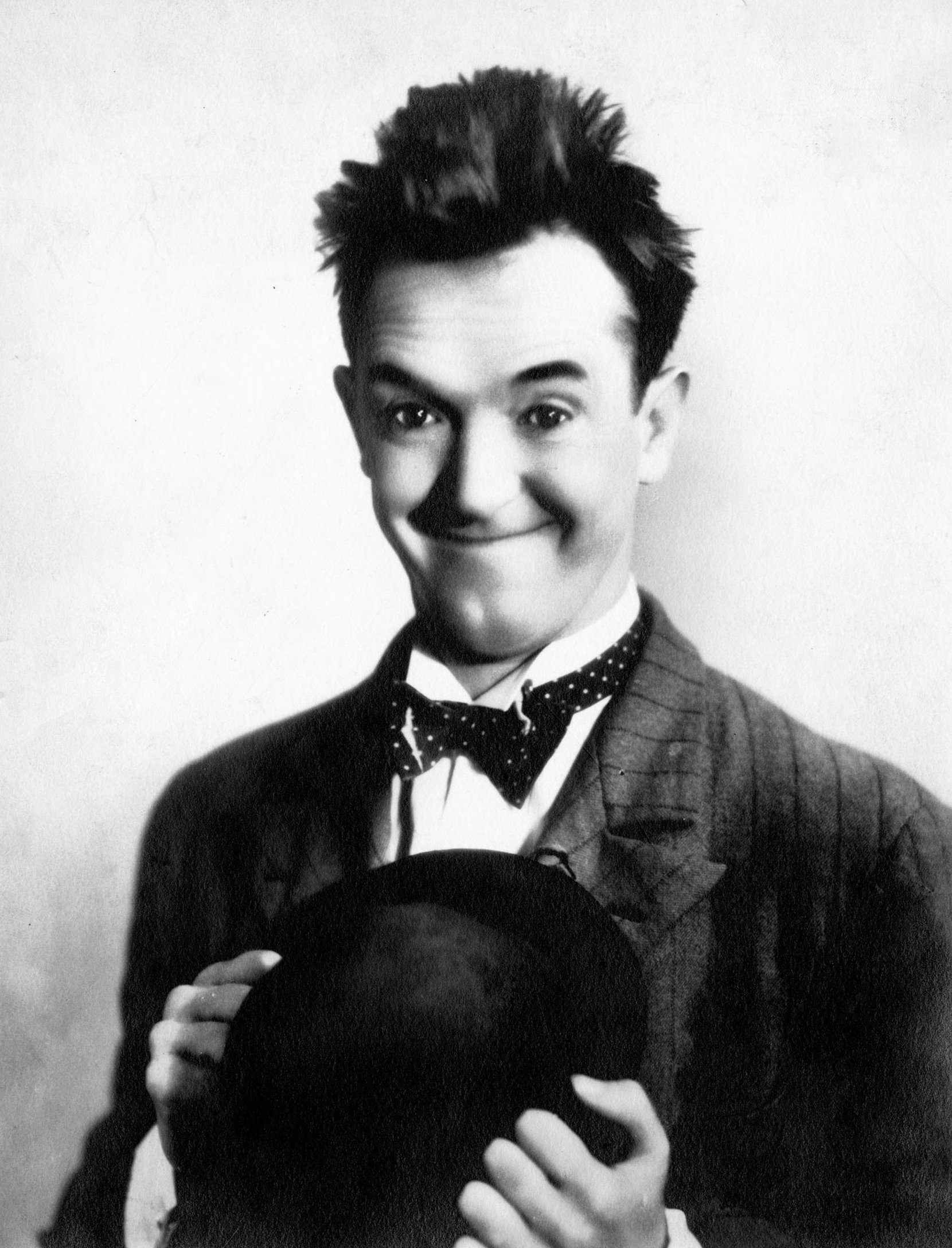
Stan Laurel

- William Gillespie - Oficial francês
- Mark Jones - Líder árabe
- Merta Sterling
- Charles Stevenson - Árabe